# Edrick Floréal
Edrick Bertholan Floréal (né le 5 octobre 1966 aux Gonaïves en Haïti) est un entraîneur d'athlétisme américain et un ancien athlète canadien, spécialiste du saut en longueur et du triple saut dont il détient les records nationaux. 

## Carrière d'athlète
Il détient les records du Canada du saut en longueur avec 8,20 m, réalisé le 20 juillet 1991 à Sherbrooke au Canada et celui du triple saut avec 17,29 m réalisé le 3 juin 1989 à Provo aux États-Unis,.
Mais il ne parvient pas à convertir ces bonnes performances en titres internationaux. Son meilleur résultat est une médaille de bronze obtenue lors des Jeux du Commonwealth de 1990 à Auckland, dans l'épreuve du triple saut. Il remporte aussi à deux reprises les Jeux de la Francophonie, en 1989 et 1994.
Il participe à deux Jeux olympiques d'été, en 1988 et 1992, mais ne parvient pas à franchir le cap des qualifications.

## Carrière d'entraîneur
De 1998 à 2012, Edrick Floréal est directeur de l’athlétisme à l’Université de Stanford, près de Los Angeles, aux États-Unis. 
En juillet 2012, il est engagé par l'Université du Kentucky, dans l'est du pays, comme entraîneur-en-chef des équipes de cross-country et de courses masculines et féminines,. Il y entraîne notamment Kendra Harrison qui, sous sa houlette, bat le record du monde du 100 m haies en juillet 2016. Il y conseille également deux spécialistes du 400 m haies féminin, Kori Carter et la jeune Sydney McLaughlin qu'il aide à battre le record du monde junior de cette discipline en mai 2018.
En juin 2018, il devient entraîneur général de l'athlétisme de l'Université du Texas d'Austin. Il y recrute Julien Alfred, une jeune sprinteuse de Sainte-Lucie qui obtient en 2024 la médaille d'or sur 100 mètres aux Jeux olympiques de Paris.

## Vie privée
Il est l'époux de l'athlète américaine LaVonna Martin, médaillée d’argent sur 100 m haies aux Jeux olympiques de 1992. L'un de ses deux enfants, E.J., a joué dans l'équipe de basket-ball des Kentucky Wildcats avant de rejoindre, en août 2016, l'équipe d'athlétisme du Kentucky.

## Palmarès
| Date | Compétition          | Lieu     | Résultat | Épreuve     | Performance |
| ---- | -------------------- | -------- | -------- | ----------- | ----------- |
| 1990 | Jeux du Commonwealth | Auckland | 3e       | Triple saut | 16,89 m     |

## Records
| Épreuve          | Performance | Lieu       | Date            |
| ---------------- | ----------- | ---------- | --------------- |
| Saut en longueur | 8,20 m      | Sherbrooke | 20 juillet 1991 |
| Triple saut      | 17,29 m     | Provo      | 3 juin 1989     |